# Dear (album của Apink)
Dear là một album đặc biệt dành tặng người hâm mộ của nhóm nhạc nữ Hàn Quốc Apink. Album này được phát hành vào ngày 15 tháng 12 năm 2016. Bài hát chủ đề của album là "Cause You're My Star."

## Bối cảnh và phát hành
Vào ngày 5 tháng 12 năm 2016, công ty chủ quản Plan A Entertainment đã đăng tải một bức ảnh hé lộ về một album đặc biệt sẽ được phát hành vào ngày 15 tháng 12 năm 2016 trên các trang mạng xã hội. Chiều cùng ngày, danh sách bài hát của album này cũng đã được đăng tải. Từ ngày 7 đến ngày 10 tháng 12 năm 2016, hình ảnh teaser của từng thành viên và cả nhóm được đăng tải trên các trang mạng xã hội. Ngày 12 tháng 12, đoạn video ngắn về bài hát chủ đề được làm theo trào lưu ASMR được đăng tải trên trang youtube chính thức của Apink. Một ngày sau đó, trích đoạn các bài hát có trong album cũng đã được đăng tải. Ngày 14 tháng 12, teaser chính thức của bài hát chủ đề được đăng tải.
Vào ngày 15 tháng 12 năm 2016, album được chính thức phát hành dưới định dạng đĩa cứng và nhạc số. Video âm nhạc của bài hát chủ đề cũng đã được đăng tải trên kênh youtube và các kênh nhạc số bản quyền của Hàn Quốc.

## Danh sách bài hát
※ In đậm là bài hát chủ đề.
| STT | Nhan đề                                       | Phổ lời                             | Phổ nhạc                      | Thời lượng |
| --- | --------------------------------------------- | ----------------------------------- | ----------------------------- | ---------- |
| 1.  | "Dear" (Whisper) (CD Only)                    | Apink                               | Apink                         | 05:19      |
| 2.  | "Cause You're My Star" (별의 별)              | Duble Sidekick, 새벽, 진리          | Duble Sidekick, 새벽, 진리    | 03:11      |
| 3.  | "Miss U"                                      | ZigZag Note, Captain Planet, 이신성 | ZigZag Note, Captain Planet   | 04:07      |
| 4.  | "NoNoNo" (Ballad Ver.)                        | Shinsadong Tiger, Kupa              | Shinsadong Tiger, Kupa        | 04:19      |
| 5.  | "Only One" (내가 설렐 수 있게) (R&B Ver.)     | Black Eyed Pilseung                 | Black Eyed Pilseung           | 03:49      |
| 6.  | "LUV" (Ballad Ver.)                           | Shinsadong Tiger, Beom & Nang       | Shinsadong Tiger, Beom & Nang | 04:46      |
| 7.  | "Ordinary Thing" (흔한 일)                    | Park Chorong, Son Naeun             | Captain Planet, 강명신        | 03:44      |
| 8.  | "Lost Piece" (잃어버린 조각)                  | Yoon Bomi, Kim Namjoo               | ZigZag Note                   | 03:27      |
| 9.  | "That Spring, This Autumn" (그 봄날, 이 가을) | Jung Eunji, Oh Hayoung              | 정태수, 박찬                  | 03:39      |
| 10. | "Mr. Chu" (Inst.)                             |                                     | Duble Sidekick, SEION         | 03:35      |
| 11. | "Once Upon a Time" (동화 같은 사랑) (Inst.)   |                                     | Duble Sidekick, Tenzo & Tasco | 03:52      |
| 12. | "April 19" (4월 19일) (Inst.)                 |                                     | Kim Jin Hwan                  | 04:16      |

## Xếp hạng
| Bảng xếp hạng                      | Vị trí cao nhất |
| ---------------------------------- | --------------- |
| Bảng xếp hạng album tuần của Gaon  | 2               |
| Bảng xếp hạng album tháng của Gaon | 10              |
| Bảng xếp hạng album năm của Gaon   | 80              |

### Doanh số và chứng nhận
| Nhà cung cấp (2016)         | Số lượng |
| --------------------------- | -------- |
| Bảng xếp hạng đĩa cứng Gaon | 35.211+  |